# タイン・アンド・ウィア・メトロ
タイン・アンド・ウィア・メトロ（英語: Tyne and Wear Metro）は、ノース・イースト・イングランドのタイン・アンド・ウィア（ニューカッスル・アポン・タイン、ゲーツヘッド、サウス・タインサイド、ノース・タインサイド、サンダーランド）各都市を結ぶ都市高速鉄道およびライトレール。既存の鉄道路線を改装した区間と新規に開通した区間が存在しており、1980年から営業運転を開始した。ニューカッスルやゲーツヘッド中心部に地下路線を有することからニューカッスル地下鉄とも呼ばれる。

## 歴史

### タインサイド・エレクトリック
タイン・アンド・ウィア・メトロは、1839年に開通したニューカッスル・アンド・ノース・シールズ鉄道を皮切りに1880年代まで建設が行われた、タイン川沿いの郊外鉄道路線をルーツに持つ。そのうちニューカッスル・アポン・タインからバイカー、ウォールセンド、タインマスなどタイン川の北側の都市を結ぶ系統は1901年に開通した路面電車（ニューカッスル路面電車会社）との競争に晒され、利用客が大幅に減少する事態となった。そこで、当時路線を所有していたノース・イースタン鉄道（NER）は対抗策として、第三軌条方式（直流600 V）を用いたイギリス初の郊外電気鉄道網を構築することを決定した。工事は1903年から始まり、翌年の3月から8月にかけて順次開業し、蒸気機関車牽引の列車と比べて迅速かつ快適なサービスが実現したことにより路面電車に奪われた利用客を取り戻すことに成功した。さらに1938年にはノース・イースタン鉄道など多数の会社を統合して誕生したロンドン・アンド・ノース・イースタン鉄道により、タイン川南部の都市を経由するニューカッスル・アポン・タイン - サウス・シールズ間の電化も行われ、これらの路線はタインサイド・エレクトリック（Tyneside Electrics）と呼ばれた。
だが、国有化以降利用客は減少し、更に電化施設や車両の更新費用がかさむことから、イギリス国鉄は1960年代以降進めていたビーチング・アックスの一環として、これらタイン川沿いの路線の電化の廃止を決定した。タイン川南部の路線は1962年に、北部の路線も1967年に非電化路線となり、以降は気動車による旅客輸送が行われることとなった。

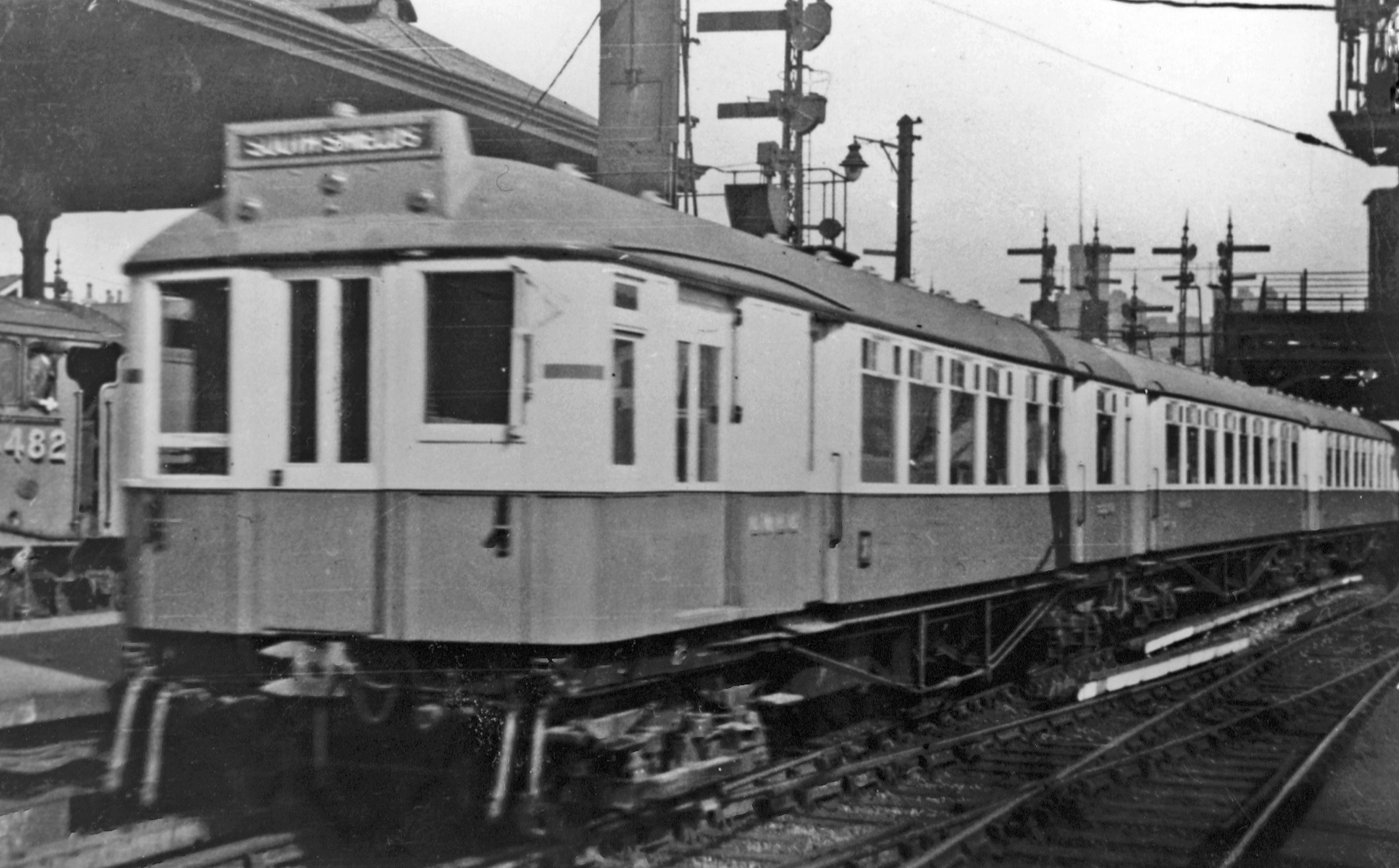
電化開業時にノース・イースタン鉄道（NER）（英語版）が導入した電車（英語版）
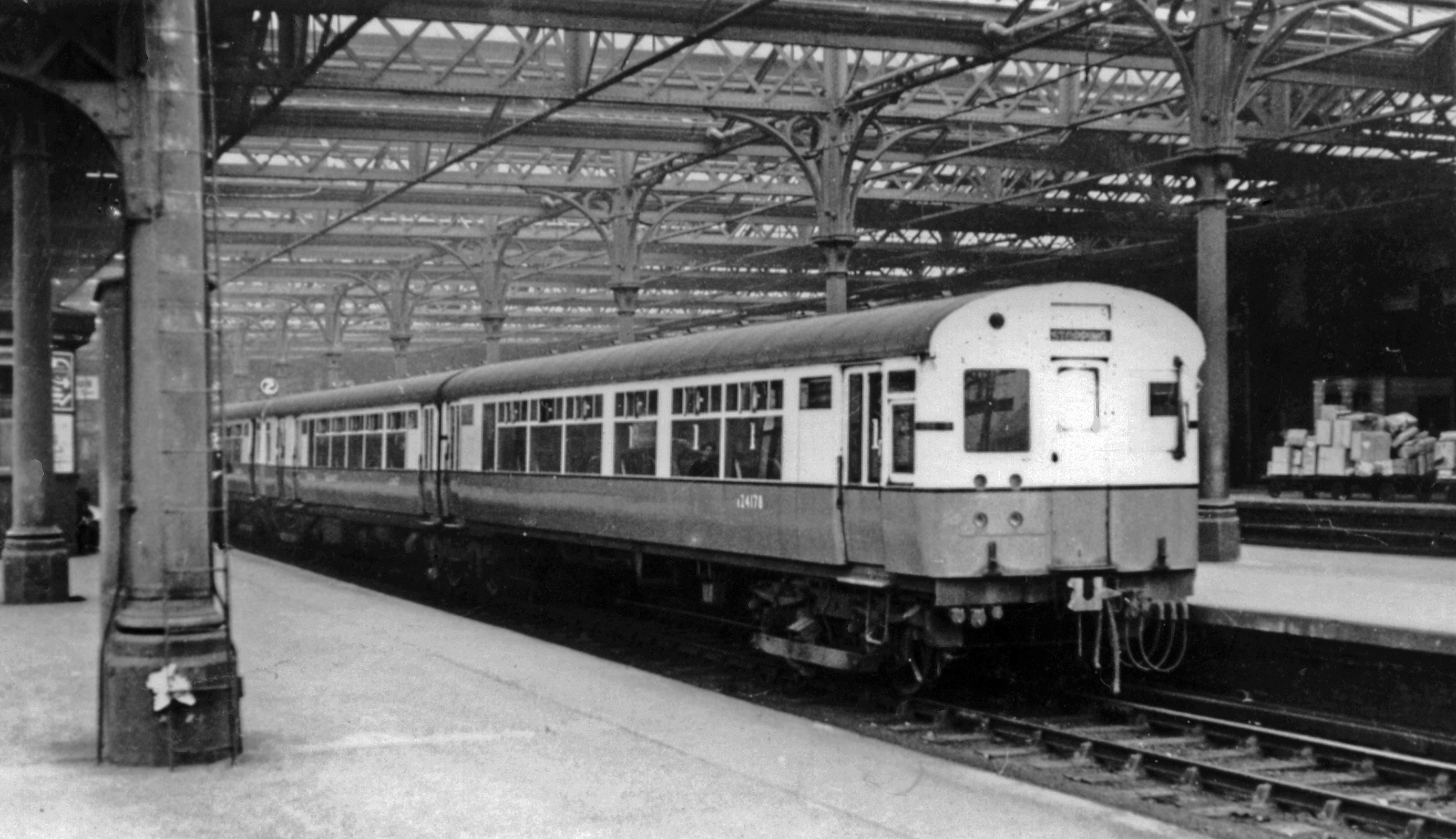
ロンドン・アンド・ノース・イースタン鉄道が増備した電車（英語版）
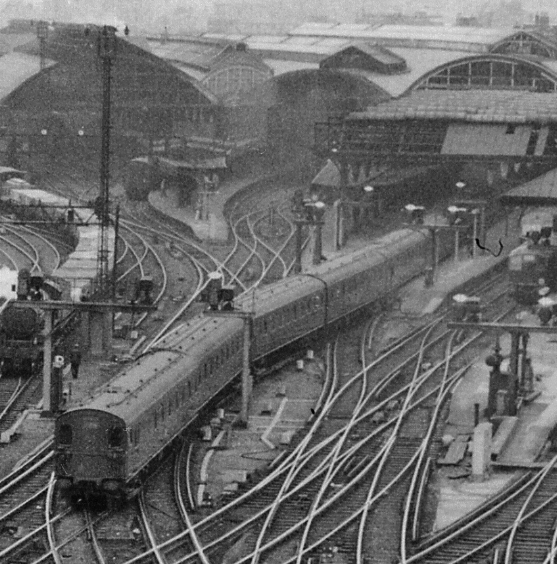
戦後に導入された416形電車

### 公共交通網の再整備計画
電化が撤去されたタイン川沿いの鉄道網は、電化時代から最高速度の低下、利用客減少による運転本数の減少を始めとするサービス低下が顕著となり、地域の経済発展の阻害になると見なされるほどになっていた。この事態の解決およびタイン・アンド・ウィア地域の交通機関の近代化のため、1969年にタインサイド旅客輸送局（現：ネクサス）が設立され、路線の再電化、地下路線の建設を含む都市高速鉄道（ラピッド・トランジット）への抜本的な改善が計画された。そして1972年に建設費用の75％を政府からの助成金で賄うことが決まり、翌1973年に議会で可決されたタインサイド・メトロポリタン都市圏鉄道法案（Tyneside Metropolitan Railway Bill）によって建設が承認された。

### 工事から開業まで
タイン・アンド・ウィア・メトロの工事は1974年から行われ、路線の直流1,500 Vの架空電車線方式再電化、駅の移転および整備が実施された。これらの各種施設はイギリスの鉄道で初めてバリアフリーを前提に設計された他、世界でも最初期の施設全面禁煙が実施された。
また、ニューカッスル・アポン・タインやゲーツヘッド中心部には新規の地下路線が建設された。そのうちニューカッスル・アポン・タインの地下路線は主に漂礫粘土層内部に敷設された一方、ゲーツヘッドの地下路線を建設する際には中世以降に建設された炭鉱の坑道を埋め戻す作業が必要となった。更に地上区間ではタイン川を渡る橋梁としてクイーン・エリザベス2世橋が、ウーズバーン川を渡るS字型の橋梁としてバイカー高架橋の建設が行われた。
これらの路線建設と並行してタイン・アンド・ウィア・メトロに用いられる電車の試作も行われ、営業運転を想定した施設を備えた実験線における試運転が1975年から実施された。電車の設計は、西ドイツのシュタットバーン向けに開発されたデュワグ製のB形電車が基となった。
列車の運営権を巡る各組織の意見の相違や1976年の財政破綻、それに伴う政府による公共機関への資本プロジェクトの凍結など様々な要因で建設は遅れたものの、翌1977年までにこれらの問題は解決し、イギリス国鉄からの地域輸送の譲受に関する内容もまとまった。そして1980年8月11日、午前5時27分のタインマス発ヘイマーケット行きから、タイン・アンド・ウィア・メトロの運行が始まった。

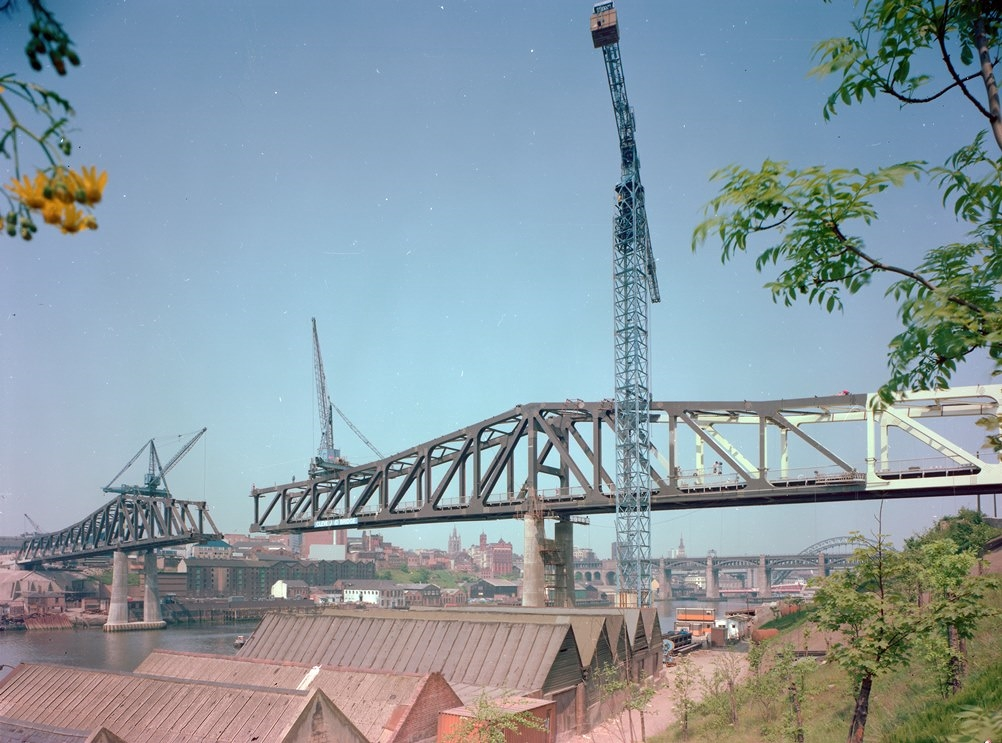
建設中のクイーン・エリザベス二世橋
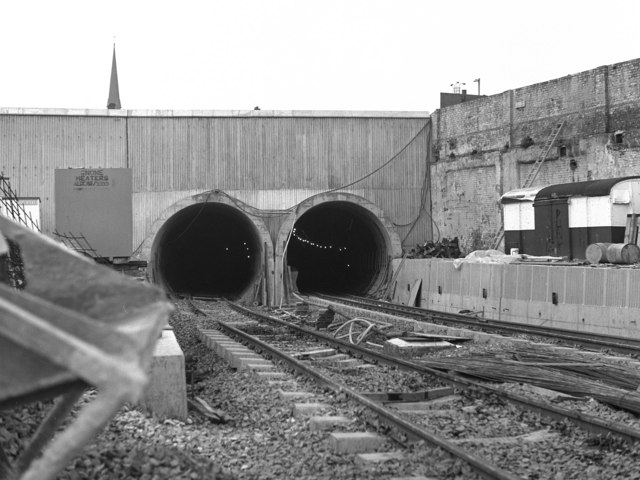
建設中のトンネル
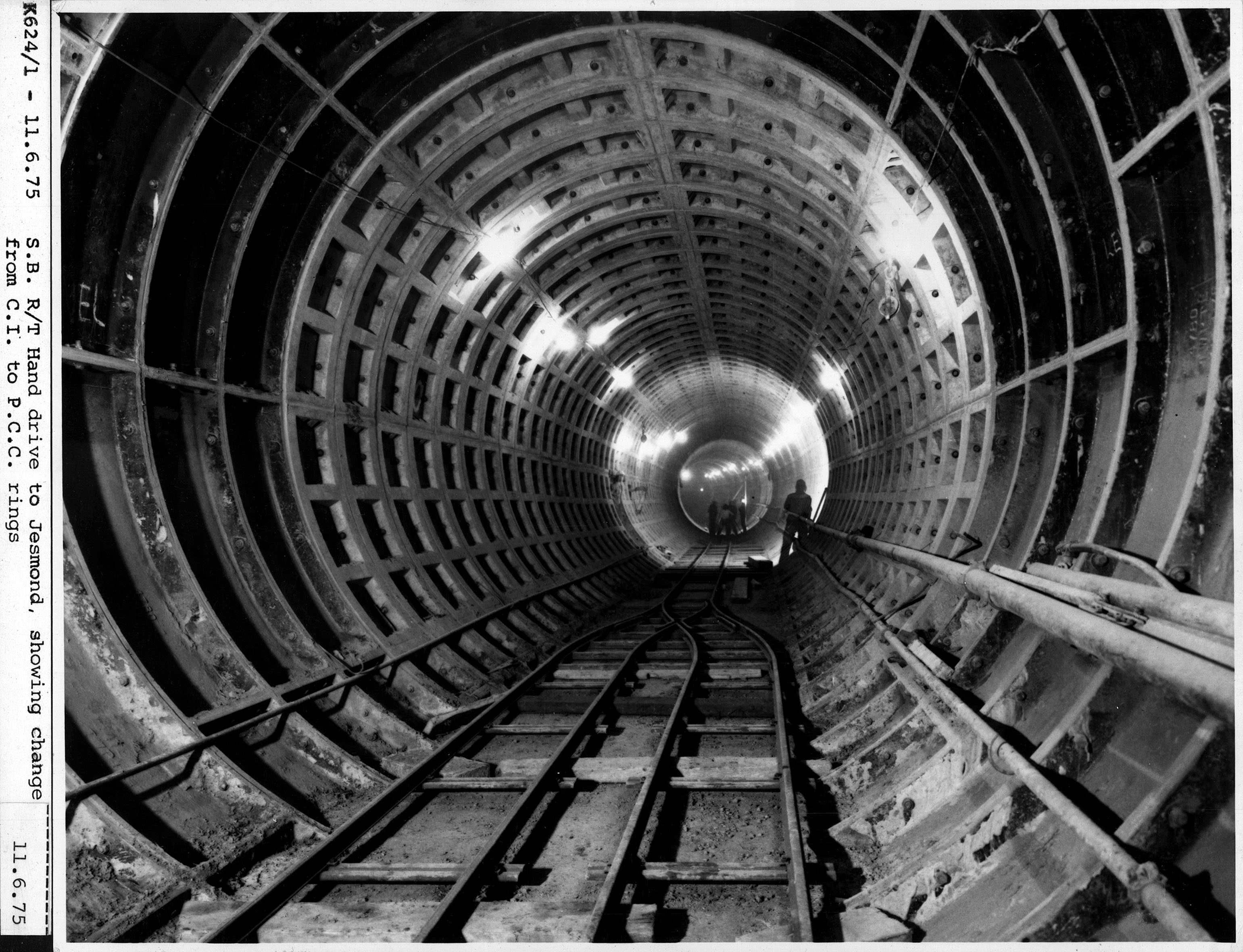
建設中のトンネル内部
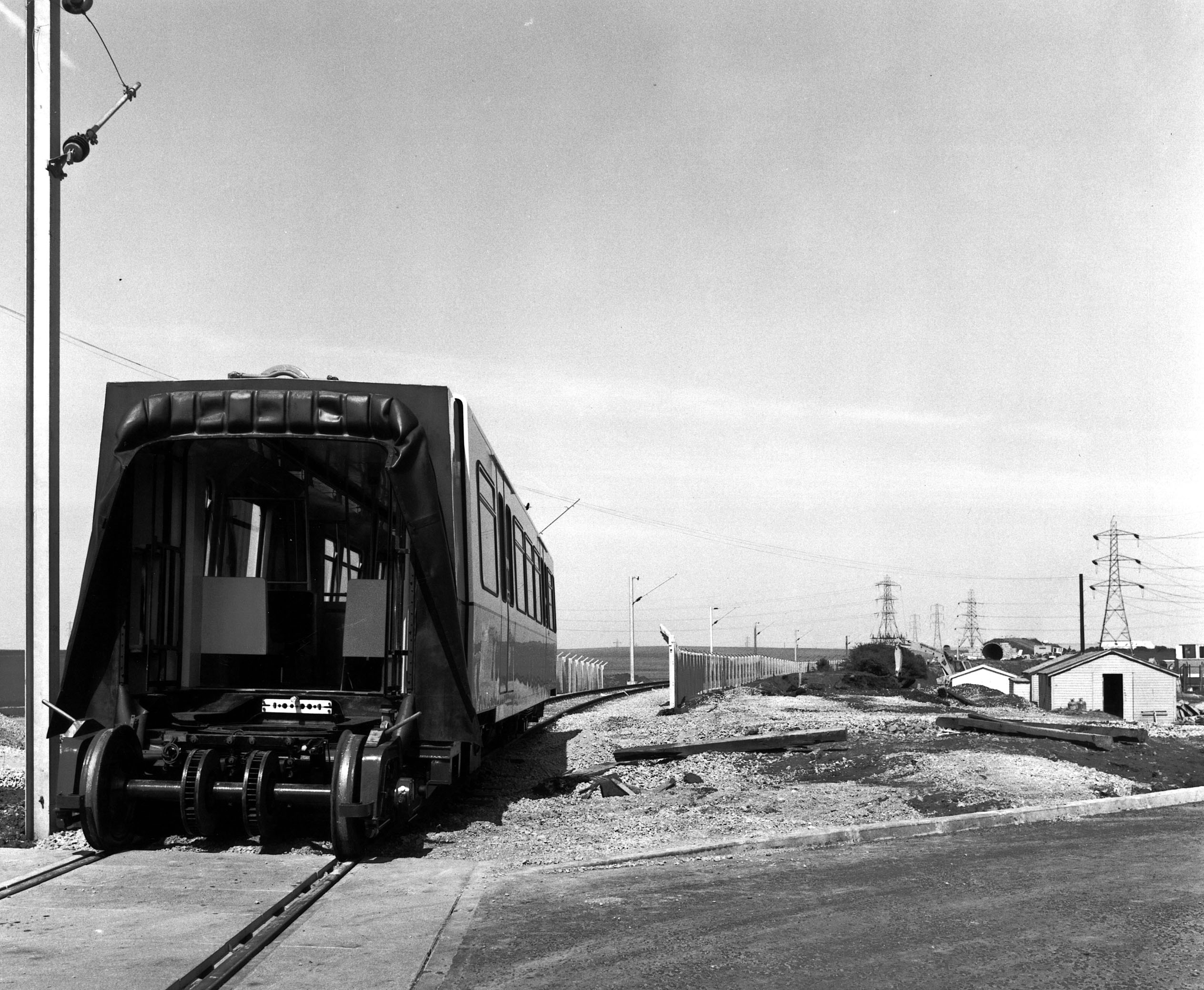
試験中の電車
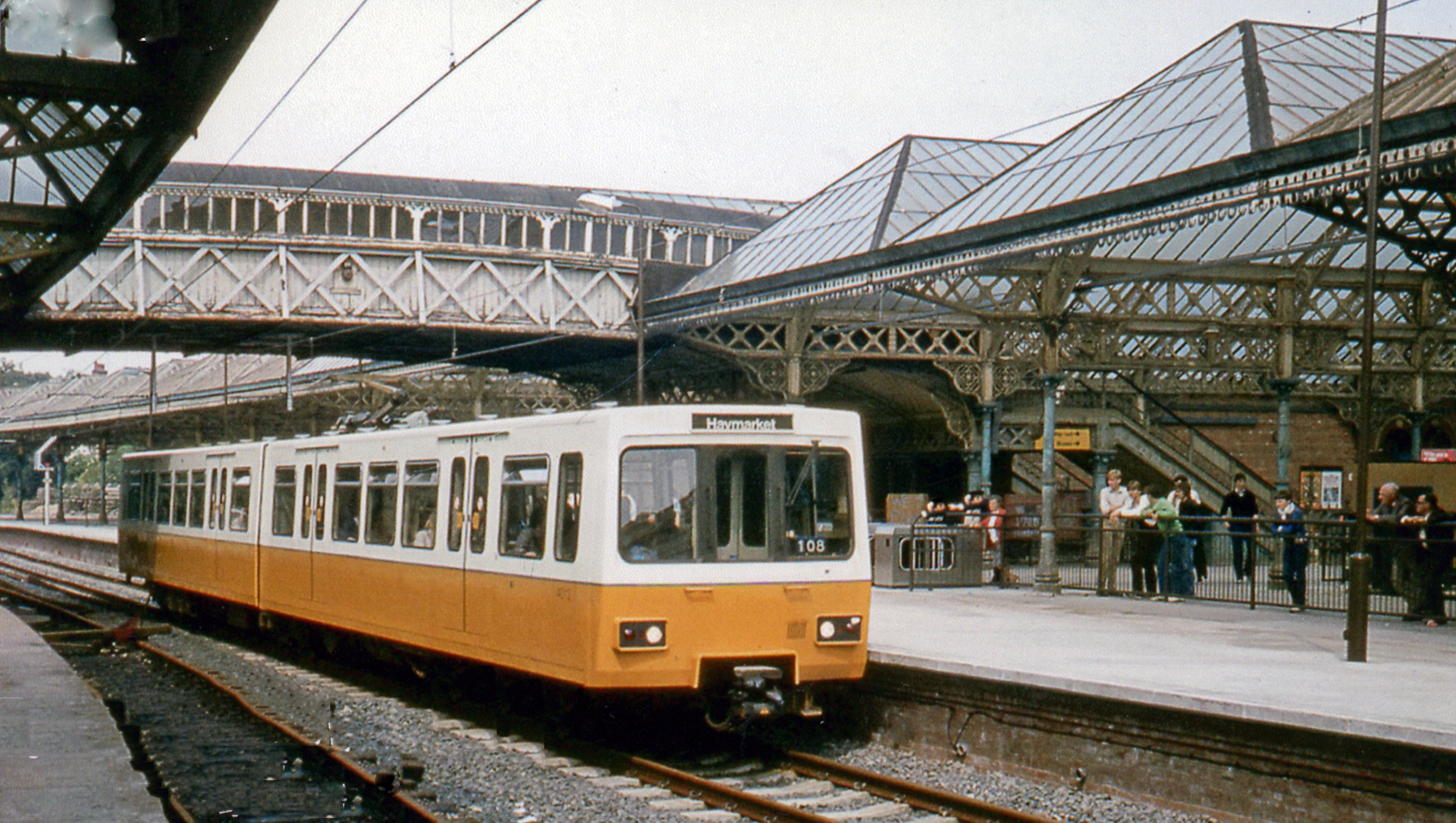
開通直前の試運転中の電車（1980年7月撮影）

### 開業後の路線延長
タイン・アンド・ウィア・メトロはその利便性や快適性、さらにタインサイド旅客輸送局（現：ネクサス）が運営するバスやフェリーなど他の交通機関との連携など利用客から高い評価を得、1984-85年の乗降客数は6,000万人以上を記録した。これはタイン・アンド・ウィア地域における公共交通機関の乗降客数の25％に相当する数値である。
1984年までに初期計画時の路線が全て開通して以降も積極的に延伸が実施されており、1991年にはニューカッスル国際空港までの路線が開通し空港連絡鉄道の役割も担うことになった。また2002年に開通した路線のうち、ペロー - サンダーランド間はダラム・コースト線の一部区間を電化する形で開通し、タイン・アンド・ウィア・メトロの電車と共に従来の客車列車・貨物列車も運行する。
開業時の路線を含め、延伸された路線の開業年月日は以下の通りである。
| 開業年月日     | 路線                                    | 主要経由地                                     | 備考                               |
| -------------- | --------------------------------------- | ---------------------------------------------- | ---------------------------------- |
| 1980年8月11日  | タインマス - ヘイマーケット             | ホイットレー・ベイ、サウス・ゴスフォース       |                                    |
| 1981年5月10日  | サウス・ゴスフォース - バンク・フット   | フォードン                                     |                                    |
| 1981年11月10日 | ヘイマーケット - ヒューワース           | モニュメント                                   |                                    |
| 1982年11月14日 | セント・ジェームス - タインマス         | モニュメント、ウォールセンド、ノース・シールズ |                                    |
| 1984年11月14日 | ヒューワース - サウス・シールズ         | ペロー、ジャロー                               |                                    |
| 1991年10月17日 | バンク・フット - ニューカッスル国際空港 |                                                |                                    |
| 2002年5月3日   | ペロー - サウス・ヒルトン               | サンダーランド                                 | ダラム・コースト線と一部路線を共有 |

### リニューアル計画
2000年代以降、タイン・アンド・ウィア・メトロでは3段階に分けて施設や車両、運行システムの近代化および修繕工事（Metro: All Change programme）が実施されている。
- フェーズ1（Phase 1） - 2010年まで実施された、券売機やエレベーターの交換、送電線、通信システムの刷新を含む主要駅の近代化。そのうちヘイマーケット駅は民間企業からの出資を受け2007年から2010年にかけて駅舎の建て替えが実施された[19]。
- フェーズ2（Phase 2） - 2010年から実施された駅舎や通信システム、トンネル、線路、送電線などの大規模修繕工事と、所有する全車両のリニューアル工事[20]。
- フェーズ3（Phase 3） - 主要施設の修繕工事および設計耐用年数を超えた車両の全面置き換え。2019年以降実施予定[21][22]。

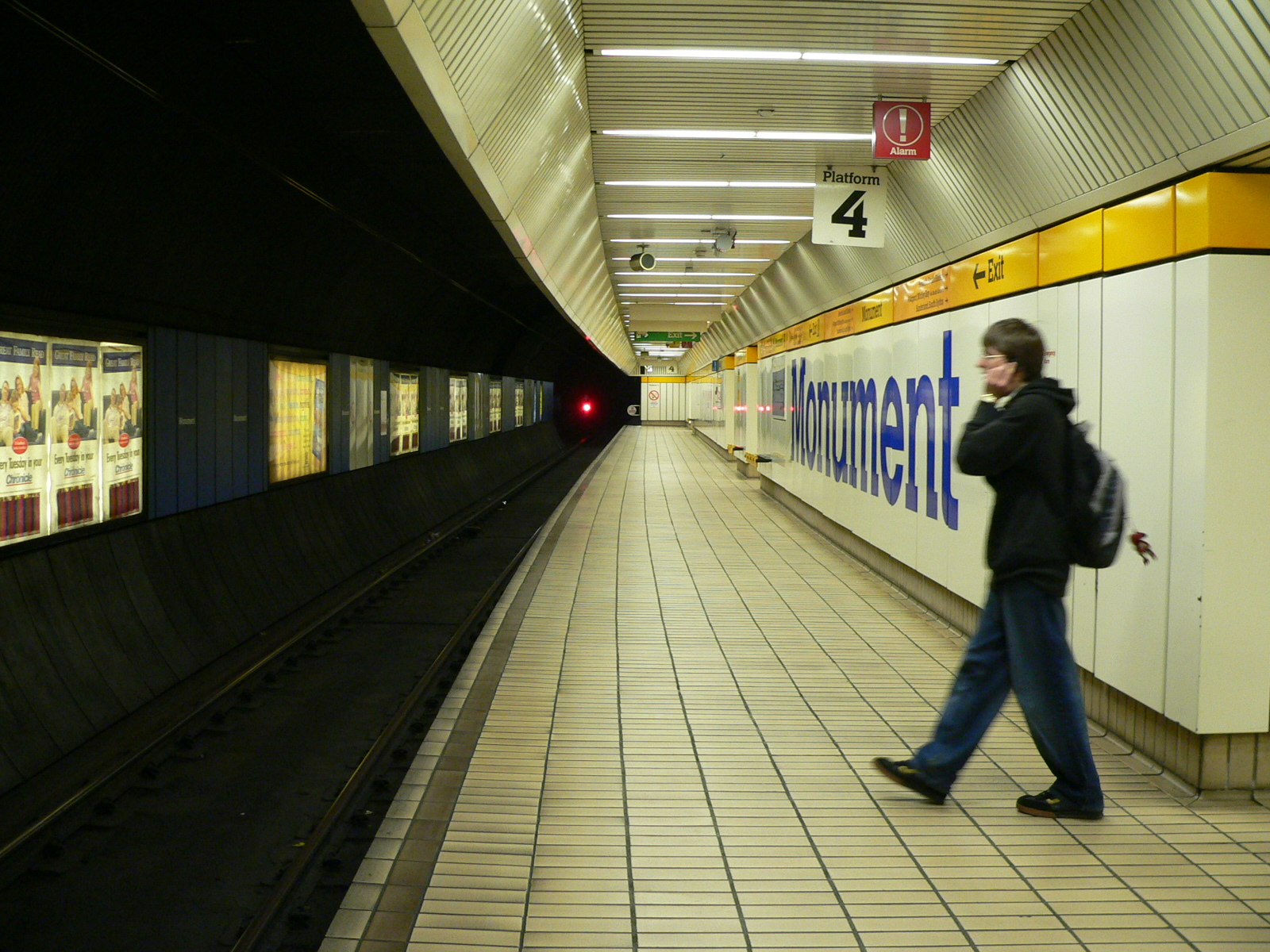
フェーズ1 駅名が大きく描かれた壁が設置された
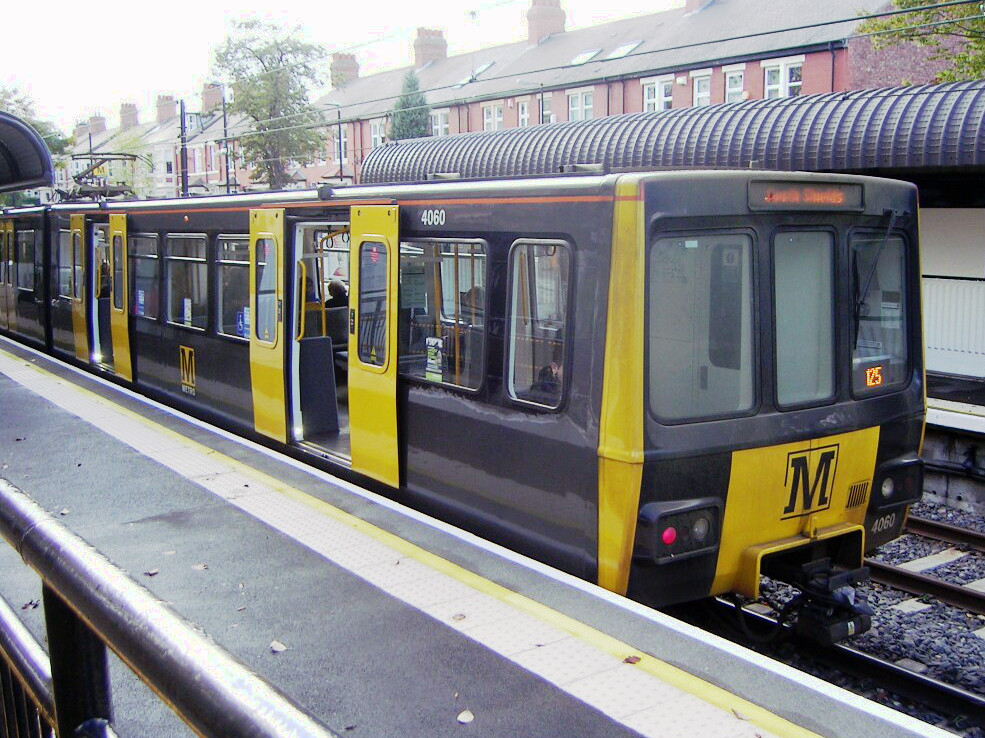
フェーズ2 リニューアル工事が実施された車両

### 運営権について
開業以降タイン・アンド・ウィア・メトロの運営はタイン・アンド・ウィア旅客輸送事業局（→ネクサス）によって行われていたが、近代化に伴う投資および補助金確保のため、政府との契約の一環として民間に運営を委託することを決定した。それに伴い2008年以降選考や入札が行われた結果、ドイツ鉄道の子会社であるDBレギオが運営権を獲得し、2010年4月1日から列車運営や施設管理を引き継いだ。
だが、満足のいくサービスや結果が提供できなかったと判定された結果契約の延長は行われず、2017年3月をもってDBレギオは運営から撤退した。以降は再度ネクサスによる列車運営や施設管理が実施されている。

## 運用・施設

### 系統

タイン・アンド・ウィア・メトロの系統図

2019年現在、タイン・アンド・ウィア・メトロは以下の2系統を運行している。
- グリーンライン（Green Line） - ニューカッスル国際空港との接続駅である空港駅（英語版）からニューカッスル中心部を経由した後、タイン川の南側にあるゲーツヘッド・インターチェンジ（英語版）、ヒューワース・インターチェンジ（英語版）を通り、ウェア川を渡った先にあるサウス・ヒルトン駅（英語版）を結ぶ系統。平日の一部列車はサウス・ヒルトン駅の4駅前のパーク・レーン・インターチェンジ（英語版）止まりとなる。

- イエローライン（Yellow Line） - ニューカッスル市内のセント・ジェームス駅（英語版）からモニュメント駅（英語版）を経由し、タイン川北部の路線を一周し再度モニュメント駅に停車した後、タイン川南部のサウス・シールズ・トランスポート・インターチェンジ（英語版）へ向かう系統。後述の通りサウス・ゴスフォース駅（英語版） - ペロー駅（英語版）間はグリーン・ラインと路線を共有する。

運転間隔は平日が最短8分（グリーンライン、早朝時間帯）および12分、土曜日は12分、日曜は15分となっており、グリーンラインとイエローラインの列車が共に走るサウス・ゴスフォース駅 - ペロー駅では平日朝夕のラッシュアワーに最短3分間隔の列車運行を実施している。

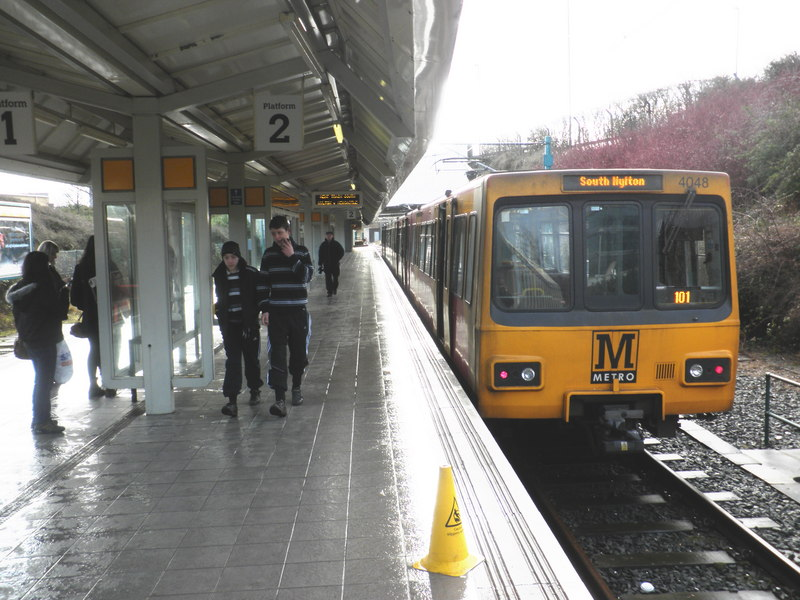
空港駅のプラットホーム
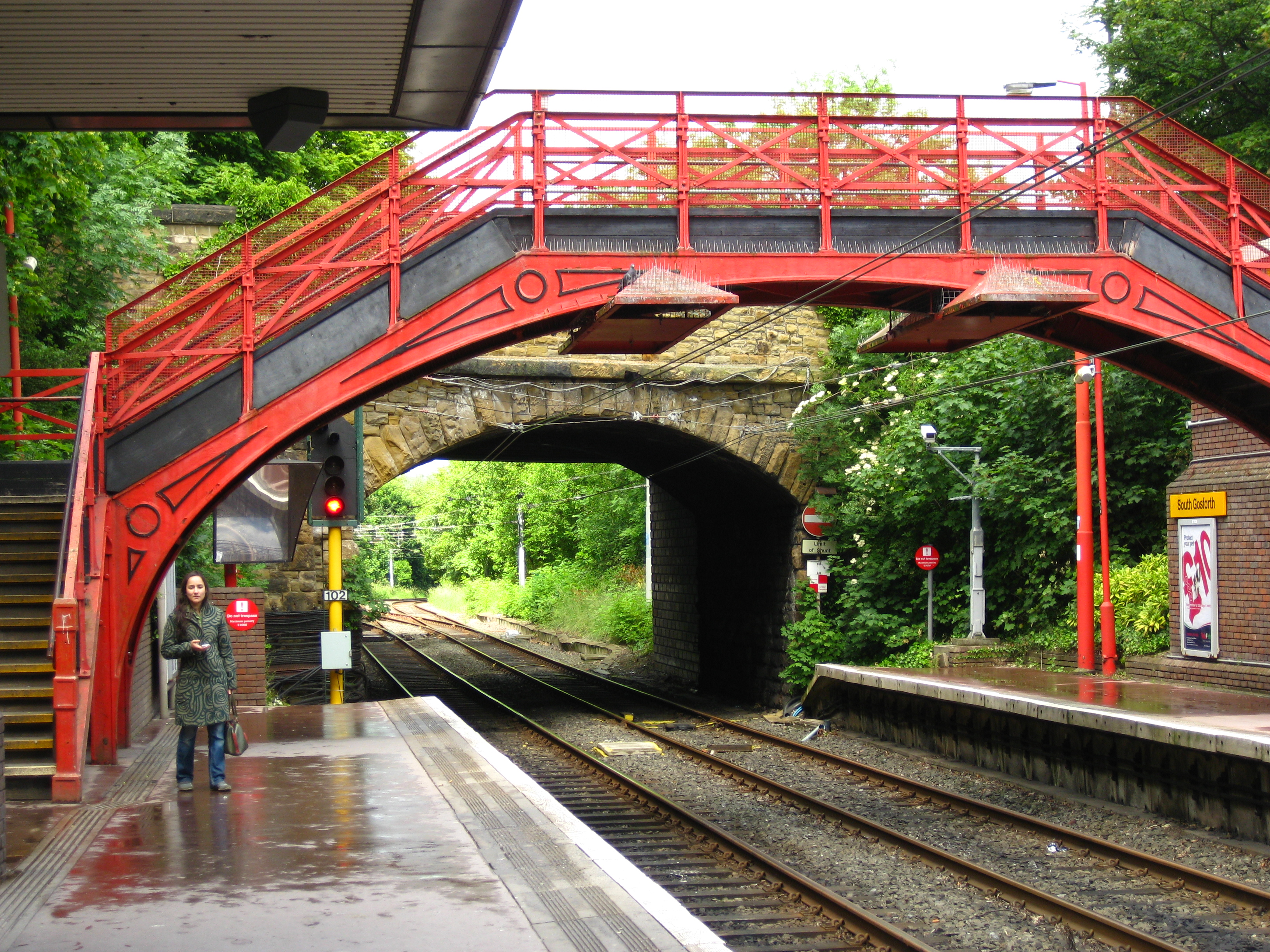
サウス・ゴスフォース駅
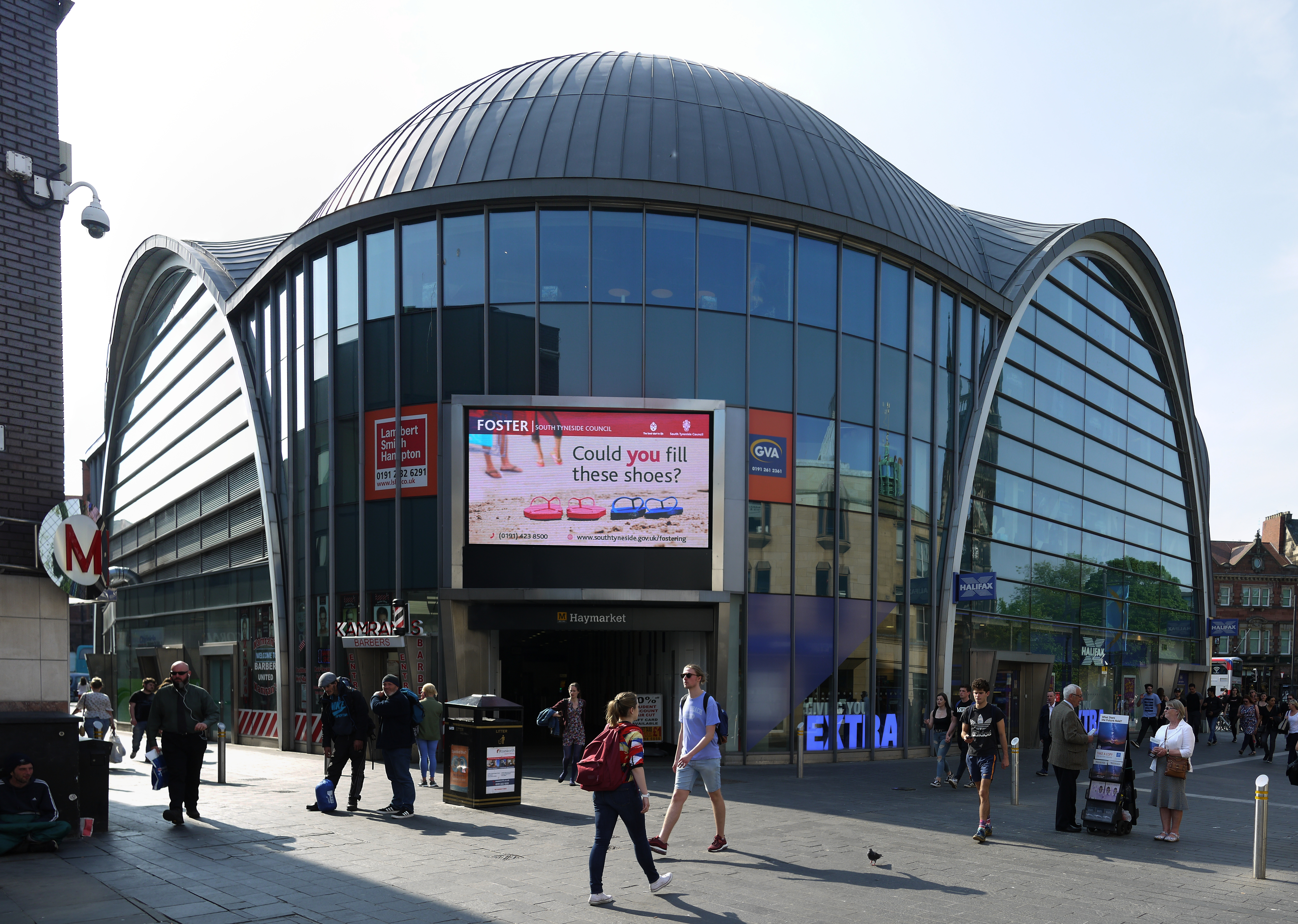
ヘイマーケット駅
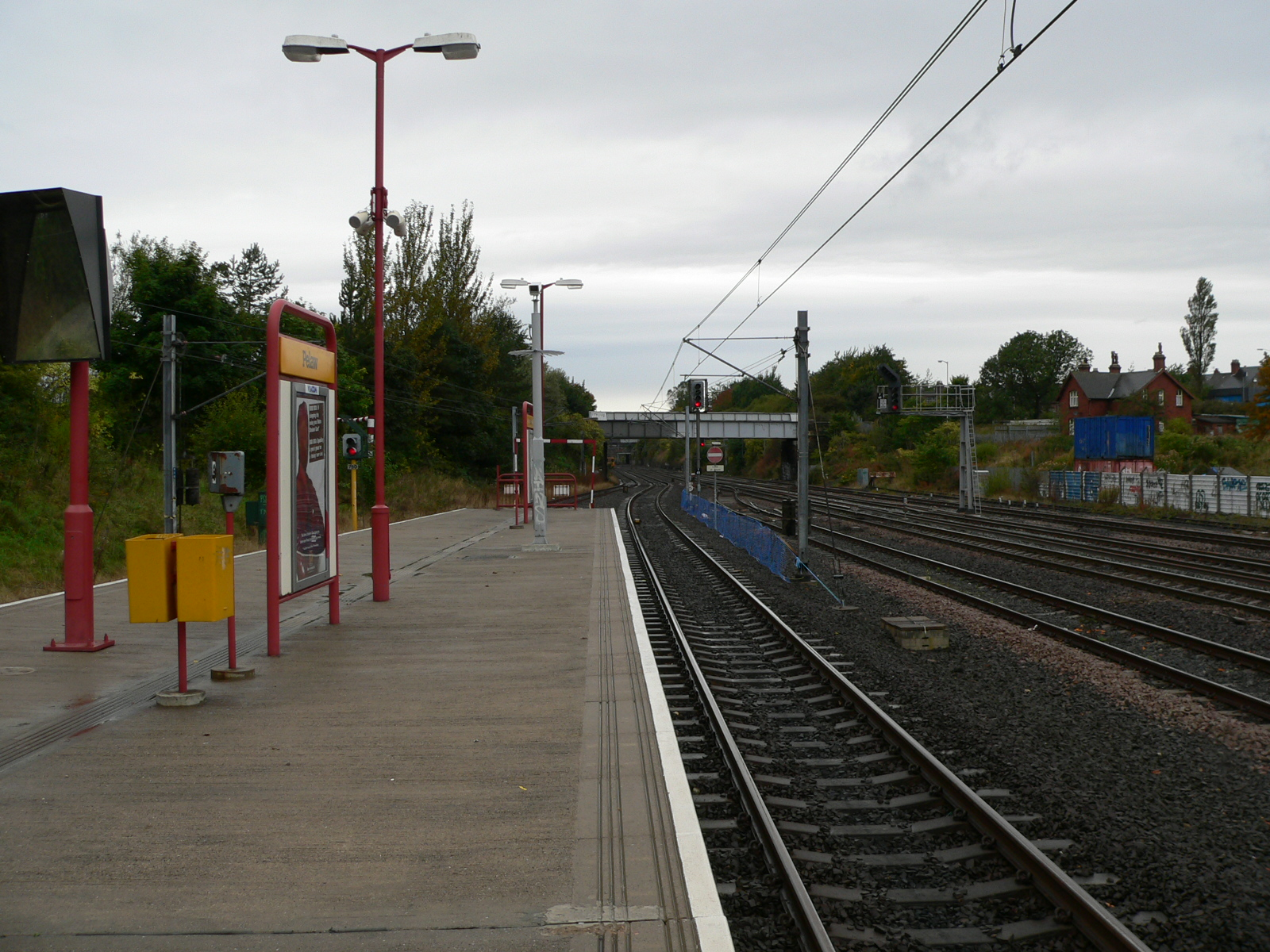
ペロー駅のプラットホーム
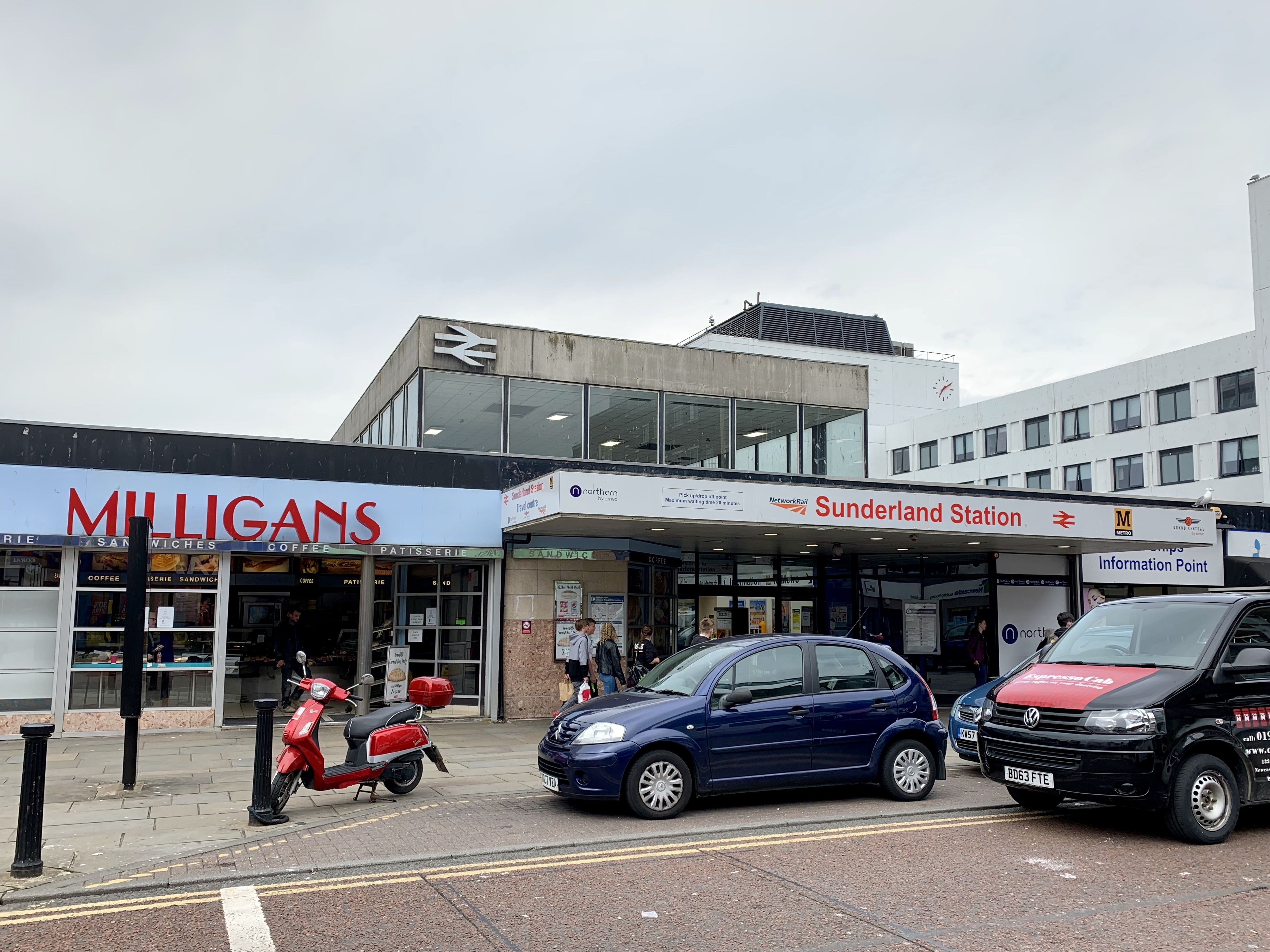
サンダーランド駅
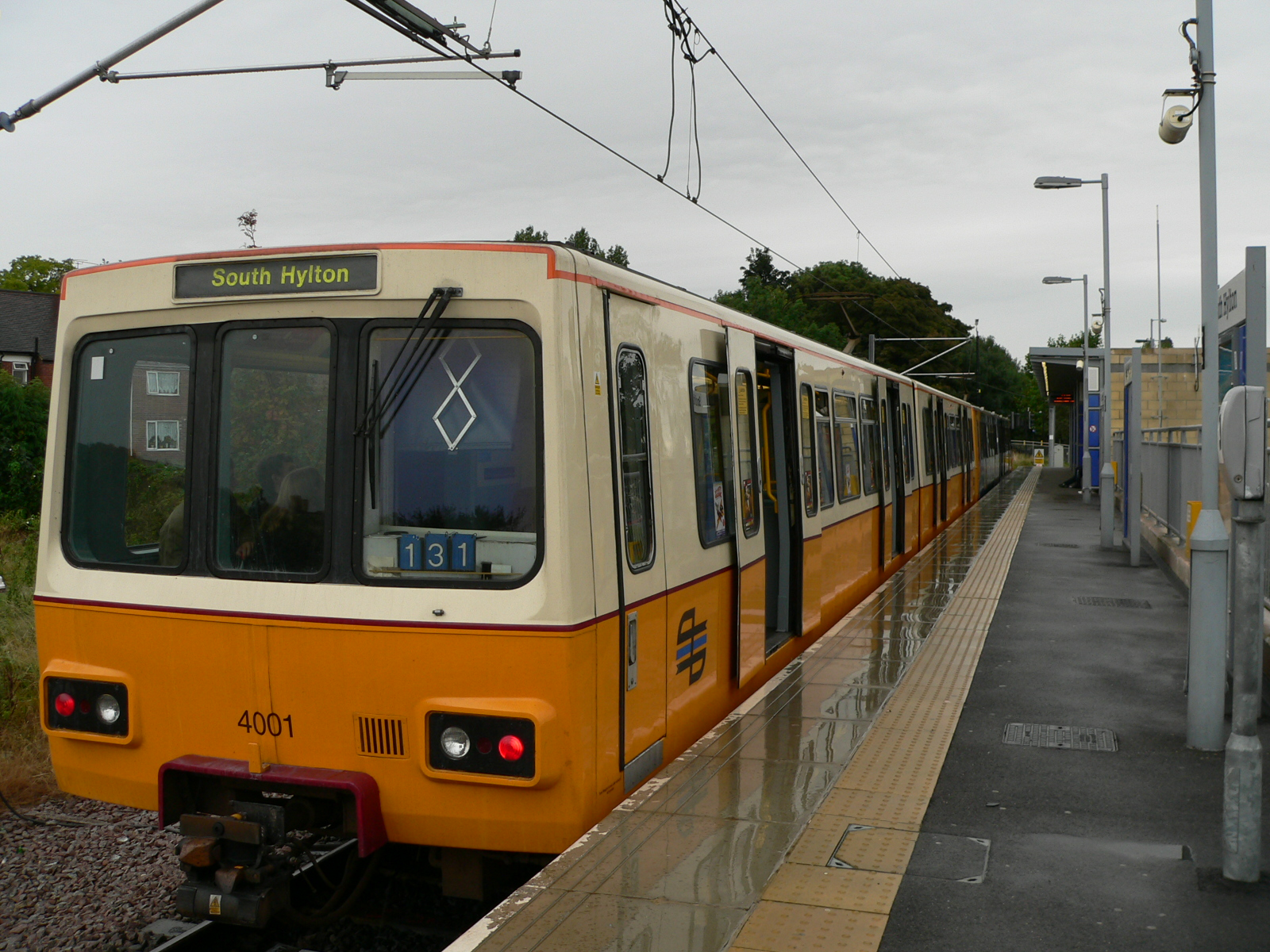
サウス・ヒルトン駅のプラットホーム
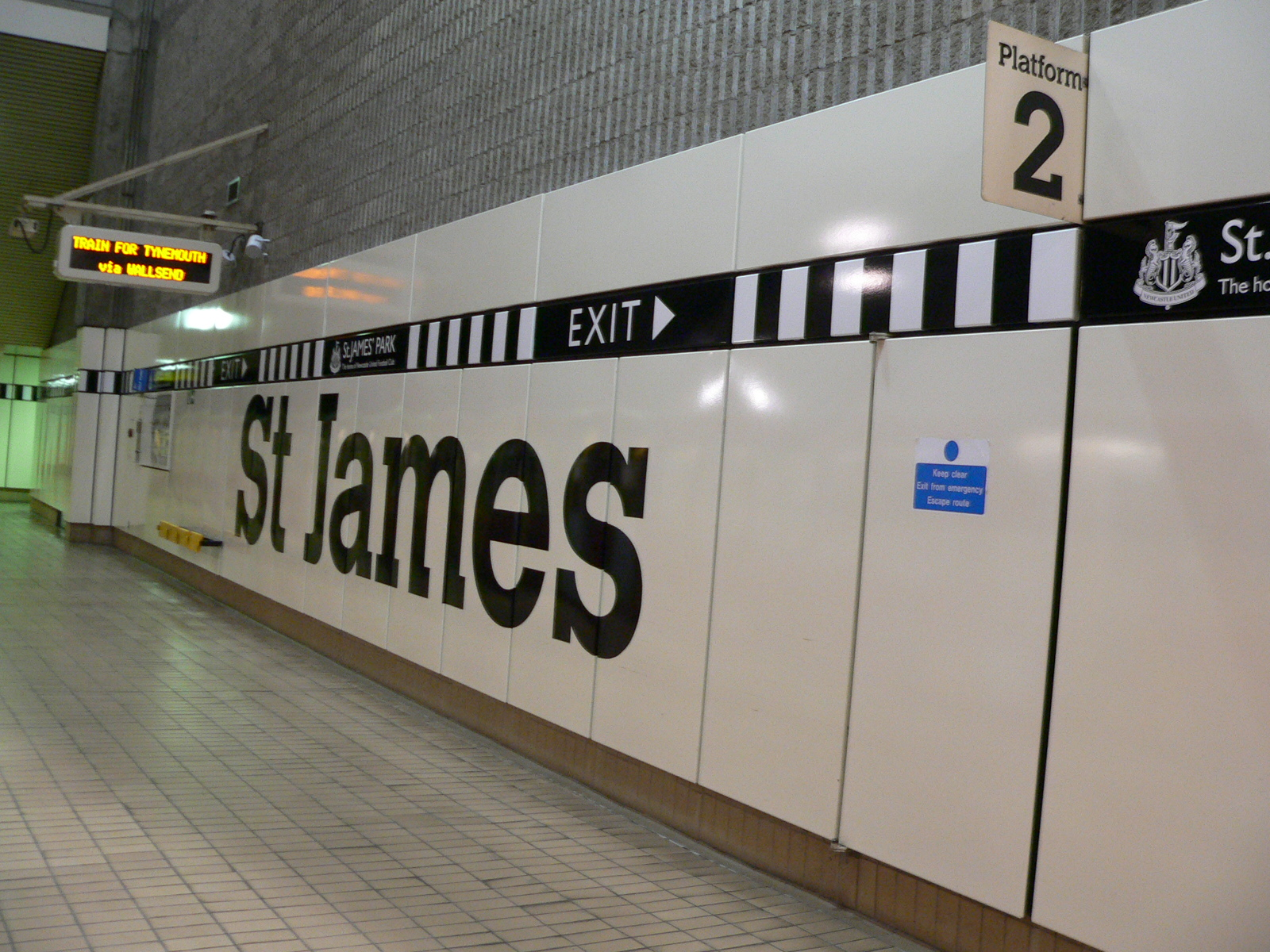
セント・ジェームス駅
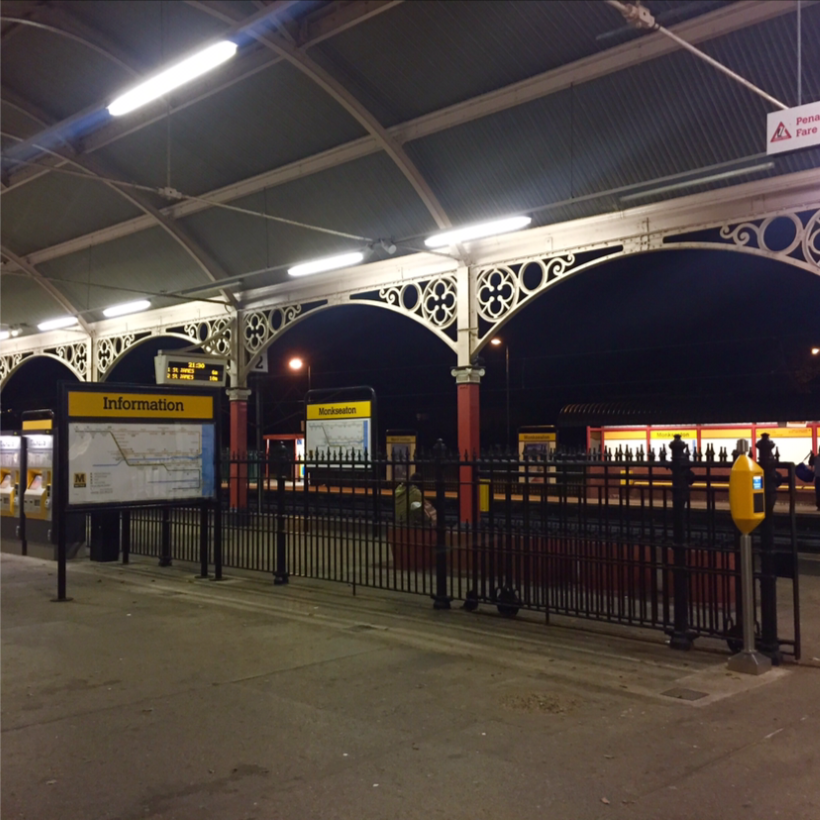
モンクシートン駅
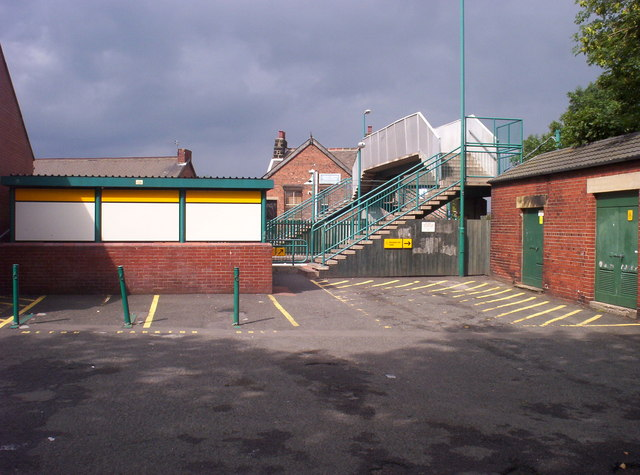
ベントン駅
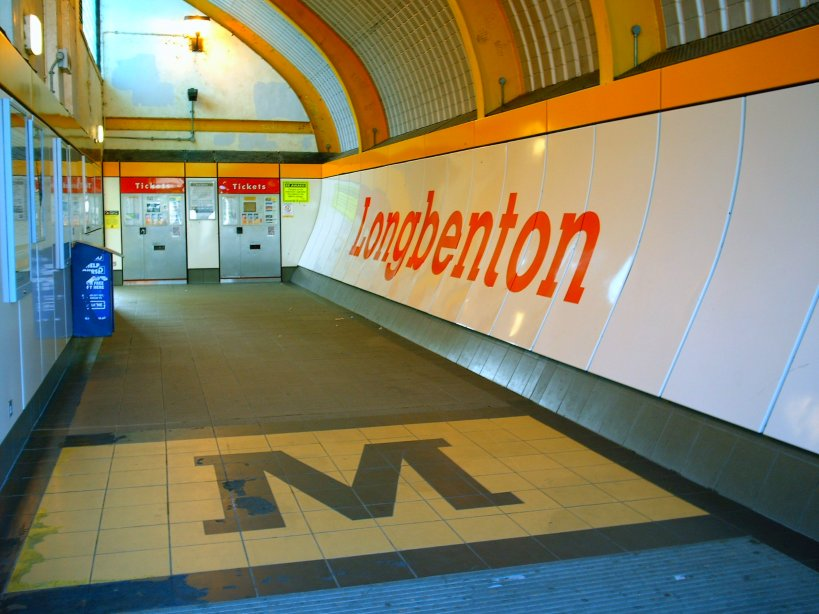
ロングベントン駅
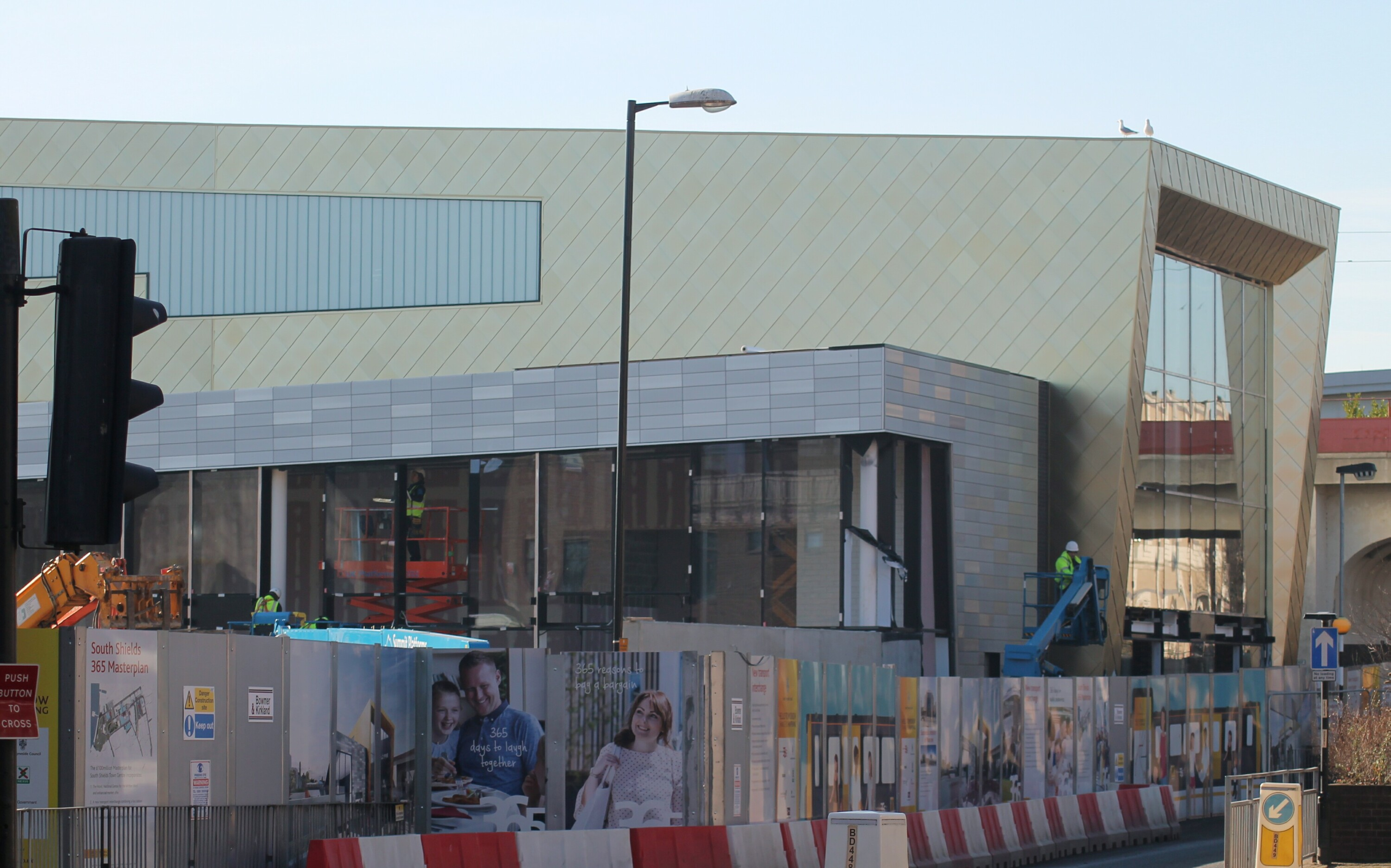
サウス・シールズ・トランスポート・インターチェンジ 2019年に従来のサウス・シールズ駅から移転した

### 地下区間

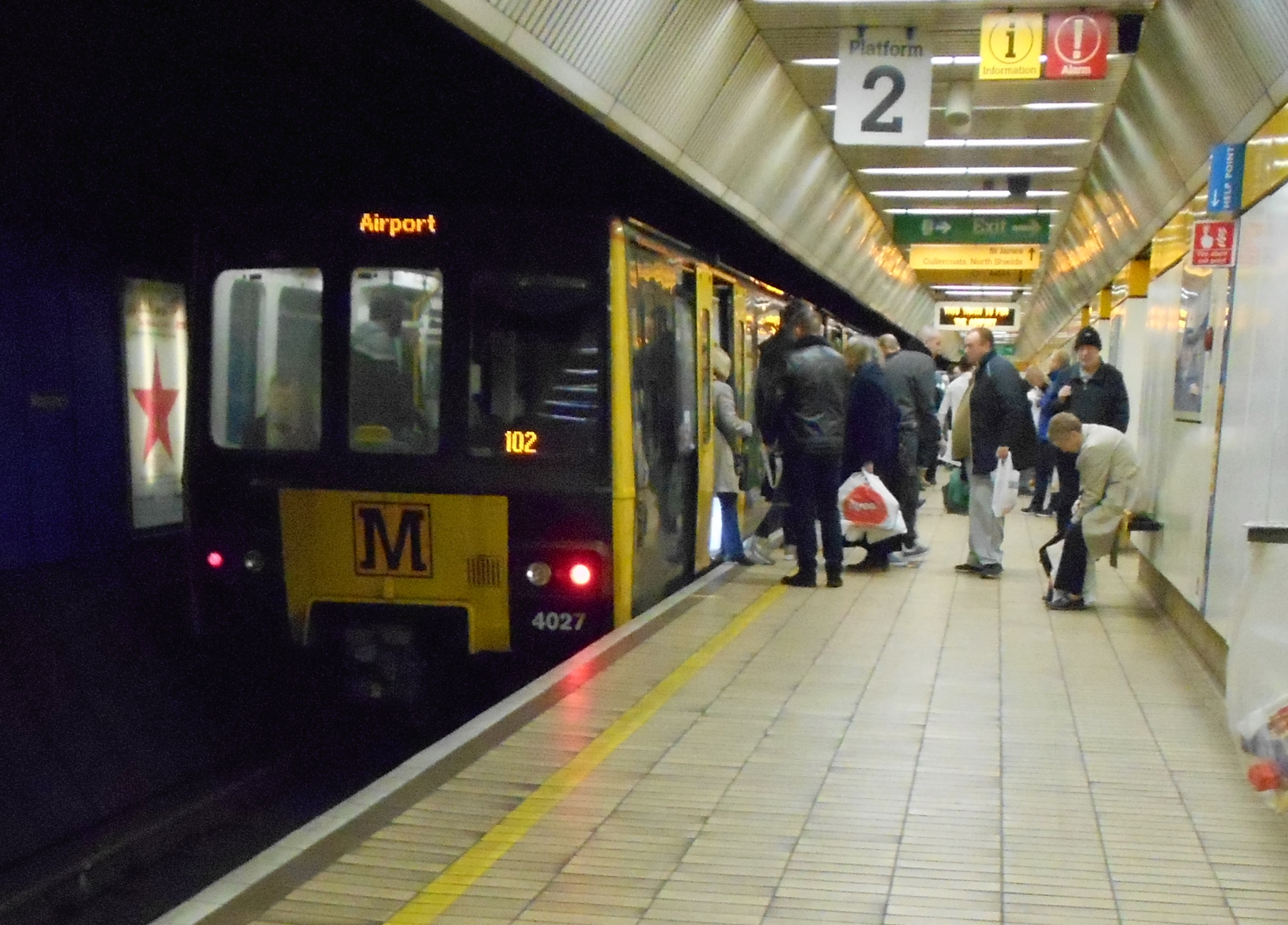
地下駅であるモニュメント駅（2番線）

全区間のうち、ニューカッスル・アポン・タインとゲーツヘッド中心部を走る以下の区間が地下路線となっている。その中で両区間が接続するモニュメント駅は二層構造となっており、セント・ジェームス駅およびマナーズ駅方面の列車は上層階（3・4番線）に、ジェスモンド駅およびゲーツヘッド方面の列車は下層階（1・2番線）に停車する。
| 区間                                            | 運行系統                       | 備考                                                                                        |
| ----------------------------------------------- | ------------------------------ | ------------------------------------------------------------------------------------------- |
| ジェスモンド駅 - ゲーツヘッド・インターチェンジ | グリーンライン、イエローライン | 中央駅 - ゲーツヘッド・インターチェンジ間にクイーン・エリザベス二世橋を伴う地上区間を含む。 |
| セント・ジェームス駅 - マナーズ駅               | イエローライン                 |                                                                                             |

### 車庫

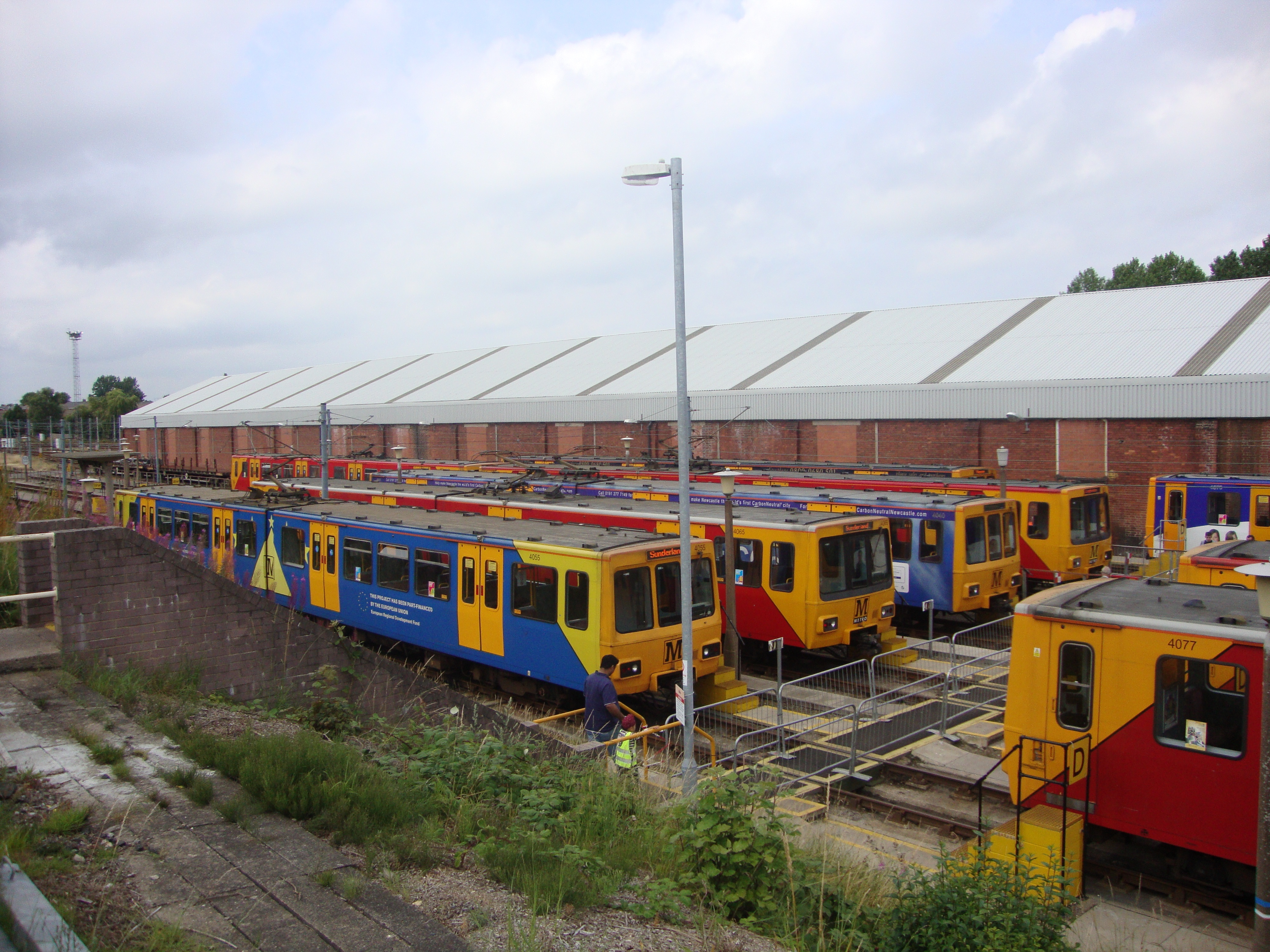
タイン・アンド・ウィア・メトロの車庫

車庫は1923年にロンドン・アンド・ノース・イースタン鉄道によって建設され、1980年のタイン・アンド・ウィア・メトロ運転開始時に移管したものを使用しており、本線とはロングベントン駅およびリージェンツ・センター・インターチェンジ付近へ伸びる短絡線で接続されている。

## 車両

### 現有車両
2019年現在、タイン・アンド・ウィア・メトロでは開業時に導入されたメトロキャメル製の4000形電車（イギリス鉄道994形電車）が継続して使用されている。編成は2車体連接車で、車庫での脱線事故により運用から離脱した1編成（4021+4022）を除いた44編成が営業運転に用いられる。
2010年から2015年にかけてリニューアル工事が実施されたが、耐用年数を超過し老朽化が進んだため2021年以降次項で述べる新型車両への置き換えが行われる予定。

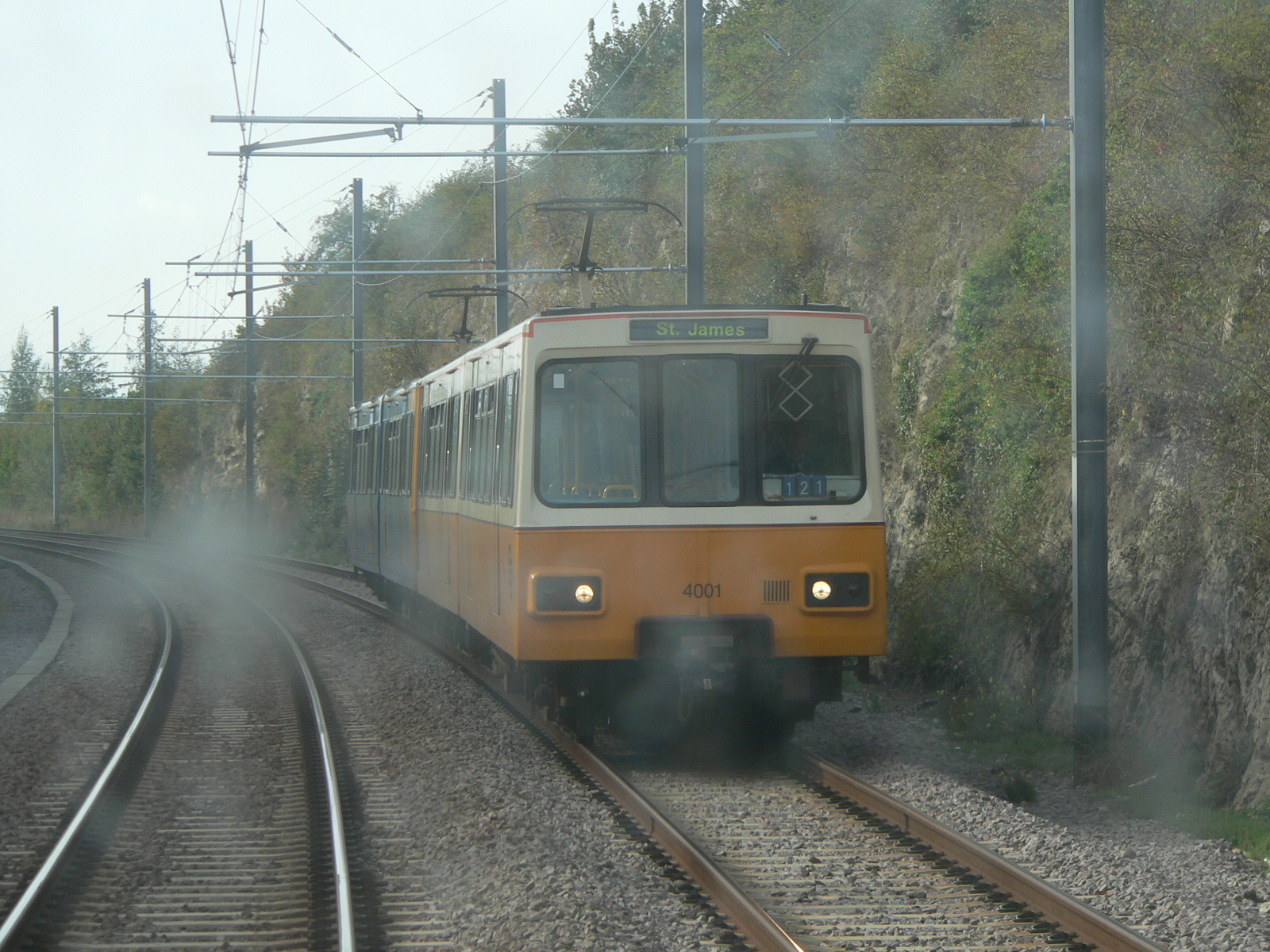
登場時の塗装
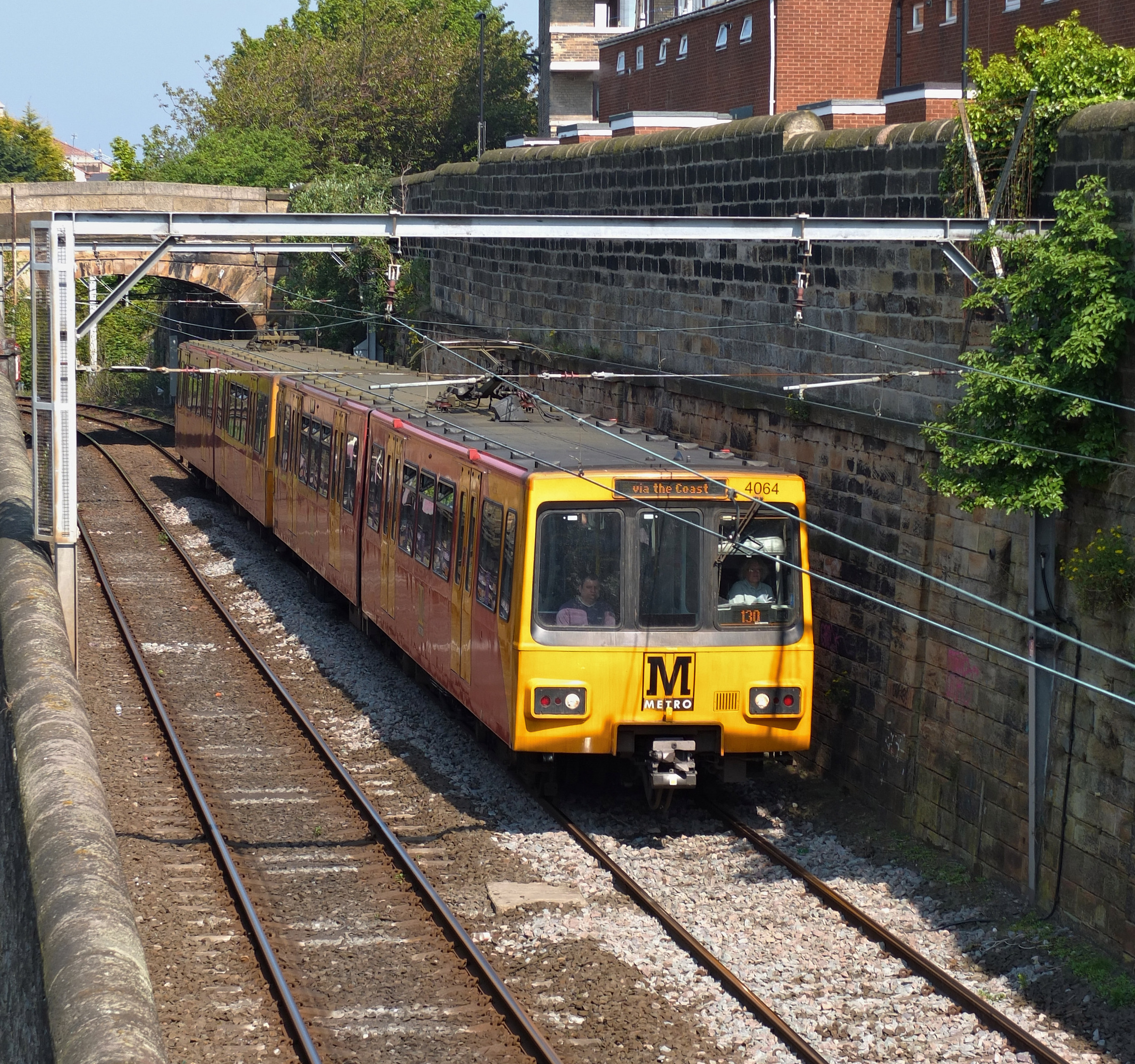
1990年代後半以降の塗装（赤）
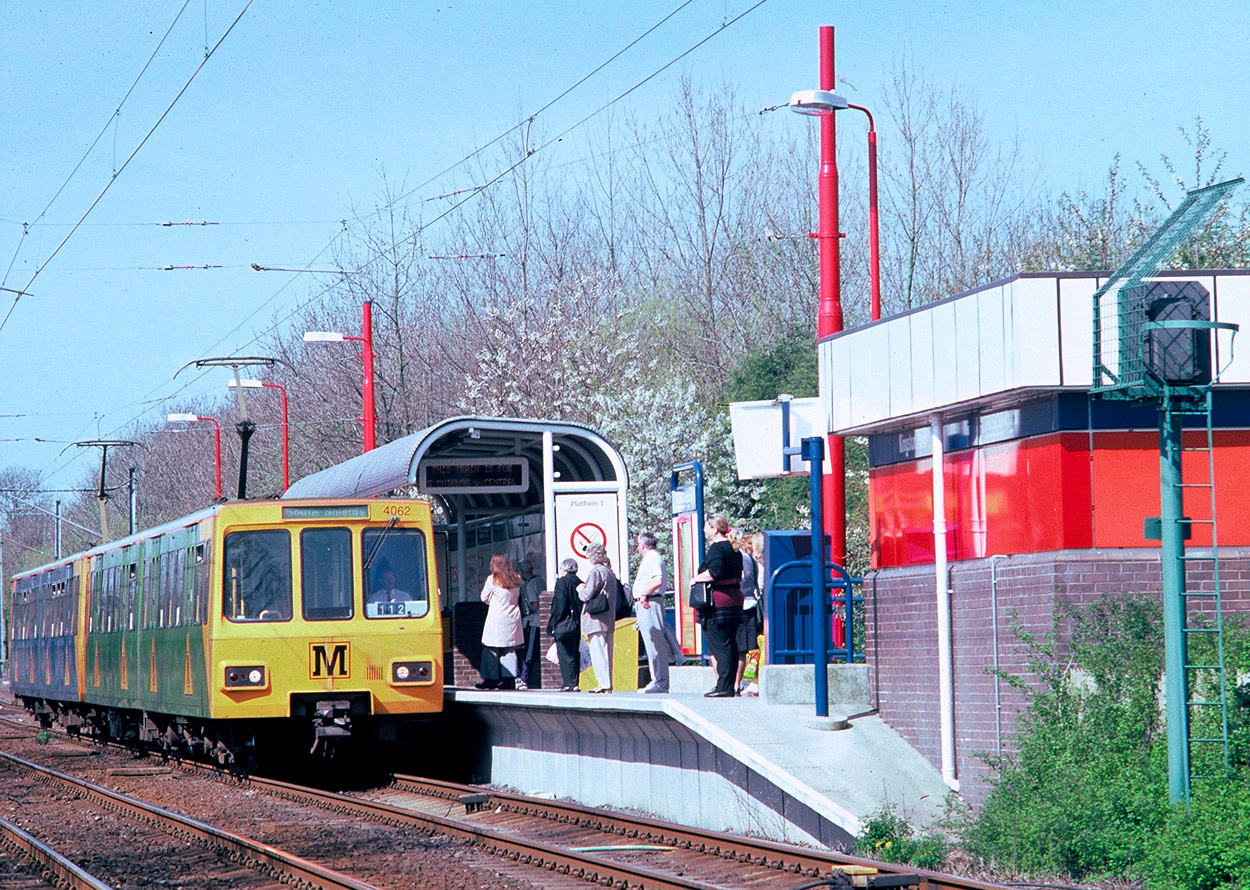
1990年代後半以降の塗装（青・緑）
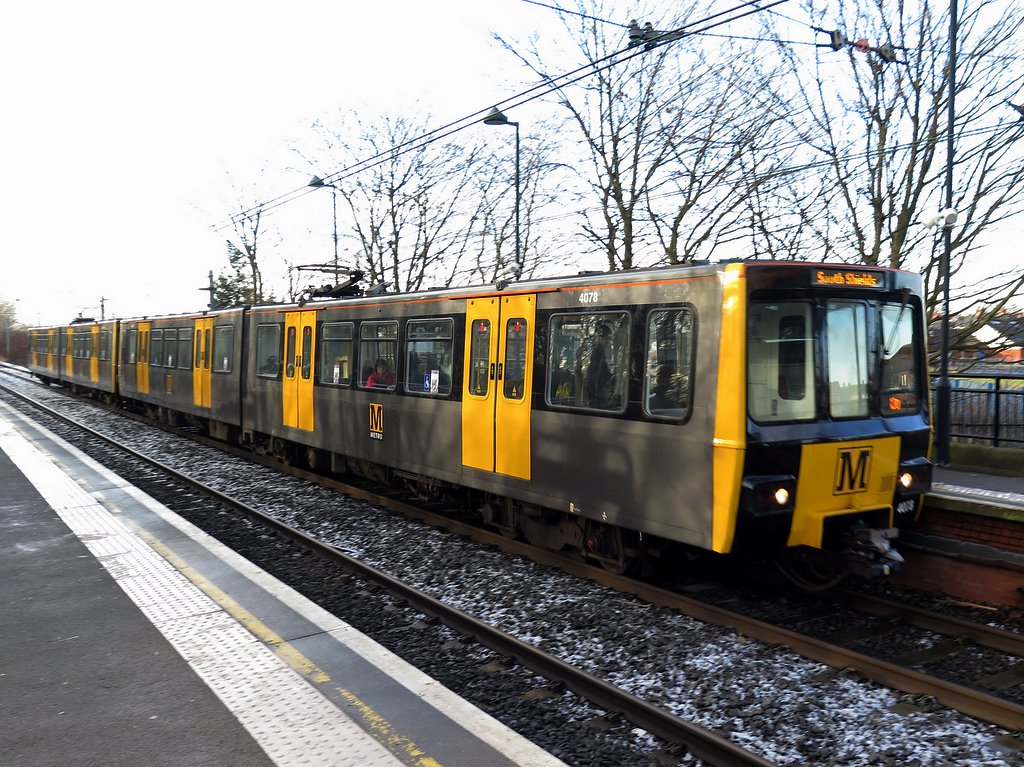
リニューアル後の塗装
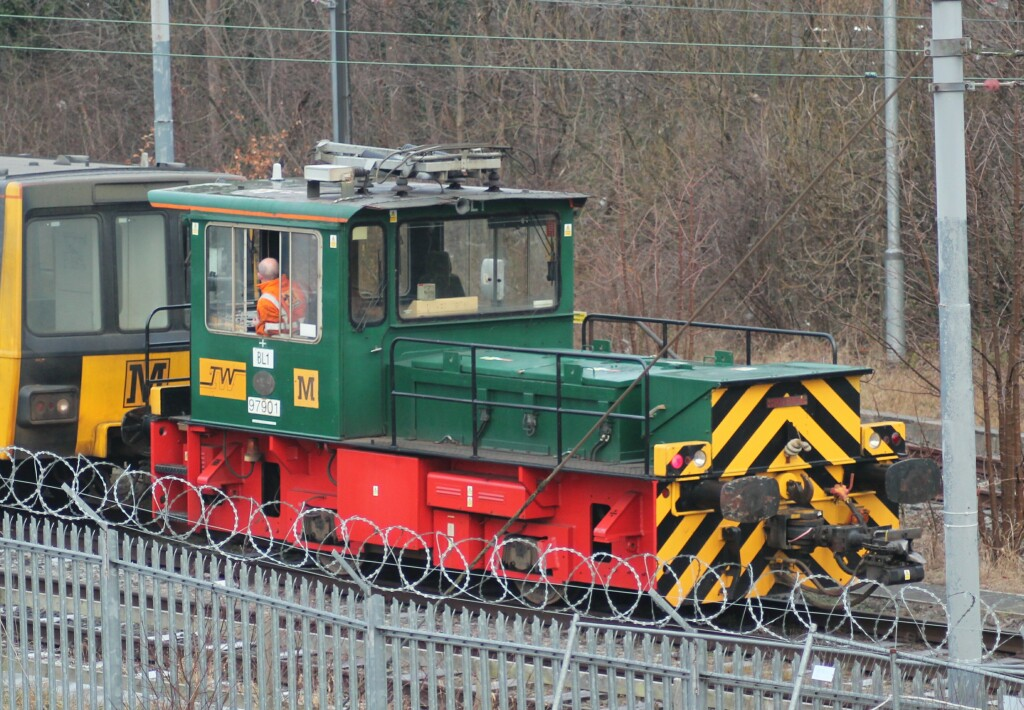
車庫の入換用として蓄電池機関車も在籍する

### 導入予定の車両

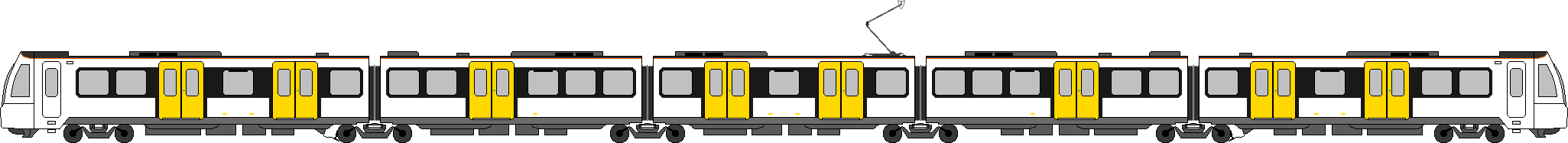
側面図

2020年2月、スイスの鉄道車両メーカーであるシュタッドラー・レールはネクサスとの間に新型車両の導入およびメンテナンスや車両基地の整備に関する契約を結んだ。同社が製造予定の車両は全長60 m、最高時速80 km/hの5車体連接車で定員数は800人を予定しており、車体の軽量化やVVVFインバータ制御に対応した制御装置、回生ブレーキの設置により従来の車両からエネルギー消費量が削減される。車内には車椅子やベビーカー、自転車用のフリースペースが各所に設置されている他、新たに開発された空気ばねを用いた台車によって騒音や振動が抑えられ、優れた断熱性や防音性を持つ車体により快適性の向上が図られる。
2023年から営業運転を開始し、2024年までに4000形電車をすべて置き換える予定。また、契約当初は42編成を導入する予定だったが、翌月（3月）には追加分として4編成の発注が行われ、将来的な延伸や本数増加に備える。